# Natália Correia

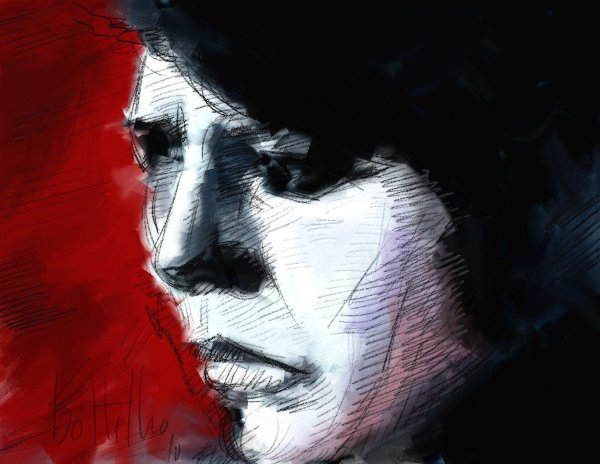
Natália Correia (Gemälde von Botelho)

Natália de Oliveira Correia (* 13. September 1923 in Fajã de Baixo, São Miguel, Azoren; † 16. März 1993 in Lissabon) war eine portugiesische Schriftstellerin und Intellektuelle.
Sie studierte in Lissabon und arbeitete in verschiedenen Publikationen. Während des Estado Novo wurde sie durch das Regime überwacht und ihre Werke teilweise zensiert. Nach der Nelkenrevolution war sie 1980–1991 Abgeordnete der Assembleia da República für die Sozialdemokratische Partei Portugals.
Sie hinterließ ein umfangreiches und vielfältiges Gesamtwerk aus Dramen, Lyrik, Erzählungen, Romanen, Drehbüchern, Essays, wissenschaftlichen und politischen Texten sowie Reiseliteratur und einem Tagebuch. Zudem gab sie ab den 1960er Jahren mehrere Lyrikanthologien heraus: Wegen der Antologie da Poesia Erótica e Satírica von 1966 wurde sie vor Gericht gestellt. In ihren provokanten und polemischen Essays versuchte sie, traditionelle Denkmuster aufzubrechen. Ihrer Heimat, den Azoren, blieb sie immer eng verbunden und schrieben 1979 den Text für deren Regionalhymne. Kurz vor ihrem Tod bereitete sie noch eine Gesamtausgabe letzter Hand ihres lyrischen Werkes vor.

## Werke

### Poesie
- Rio de Nuvens (1947)
- Poemas (1955)
- Dimensão Encontrada (1957)
- Passaporte (1958)
- Comunicação (1959)
- Cântico do País Imerso (1961)
- O Vinho e a Lira (1966)
- Mátria (1968)
- As Maçãs de Orestes (1970)
- Mosca Iluminada (1972)
- O Anjo do Ocidente à Entrada do Ferro (1973)
- Poemas a Rebate (1975)
- Epístola aos Iamitas (1976)
- O Dilúvio e a Pomba (1979)
- Sonetos Românticos (1990)
- O Armistício (1985)
- O Sol das Noites e o Luar nos Dias (1993)
- Memória da Sombra (1994)

### Roman
- Anoiteceu no Bairro (1946)
- A Madona (1968)
- A Ilha de Circe (1983)

### Theater
- O Progresso de Édipo (1957)
- O Homúnculo (1965)
- O Encoberto (1969)

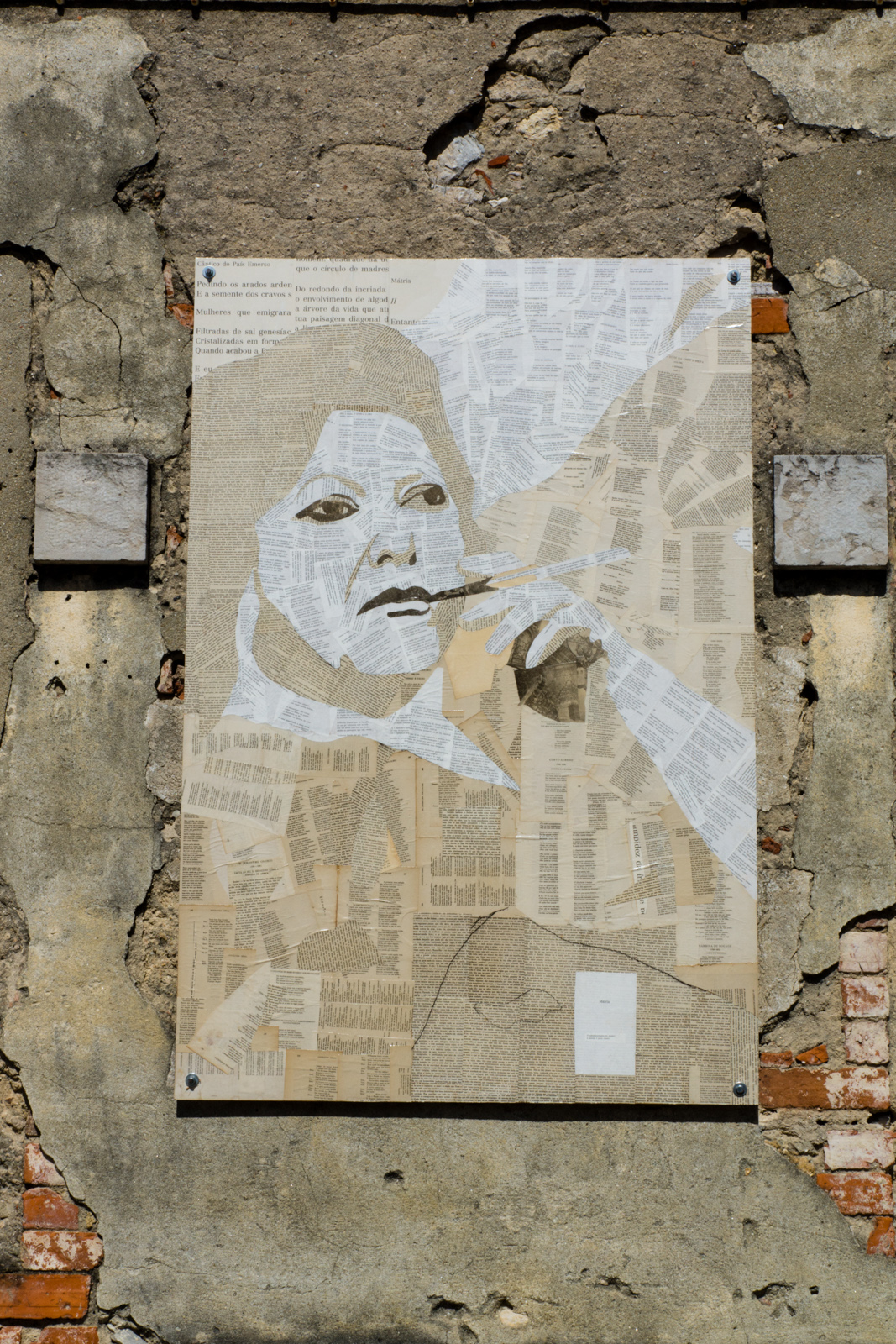
Natália Correia am Passeio Literário da Graça

- Erros meus, má fortuna, amor ardente (1981)
- A Pécora (1983)

### Essay
- Poesía de arte e realismo poético (1958)
- Uma estátua para Herodes (1974)
- Obras varias:Poesía de arte e realismo poético (1958)
- Uma estátua para Herodes (1974)
- Obras várias: Descobri que era Europeia (1951)
- Não Percas a Rosa (1978)
- A questão académica de 1907 (1962)
- Antologia da Poesía Erótica e Satírica (1966)
- Cantares Galego-Portugueses (1970)
- Trovas de D. Dinis (1970)
- A Mulher (1973)
- O Surrealismo na Poesía Portuguesa (1973)
- Antologia da Poesía Portuguesa no Período Barroco (1982)
- A Ilha de São Nunca (1982)

## Quelle
- Tobias Brandenberger: Correia, Natália. In: Autorinnen Lexikon. Hrsgg. v. Ute Hechtfischer, Renate Hof, Inge Stephan und Flora Veit-Wild. Suhrkamp, Frankfurt/M. 2002, ISBN 3-518-39918-7, S. 106f.